# Revolució de 1930
La revolució de 1930 va ser el moviment armat, liderat pels estats de Minas Gerais, Paraíba i Rio Grande do Sul, que va culminar amb el cop d'estat que va deposar el president de la República Washington Luís el 24 d'octubre de 1930 impedint la presa de possessió del president electe Júlio Prestes i posant fi a la República Velha.

## Antecedents
Amb el Crac del 29 va començar una crisi econòmica a escala mundial que va aixafar totes les economies amb participació en els mercats internacionals, en el cas del Brasil i les seves exportacions de cafè. La política del café com leite regnava en la república, en què els polítics recolzats per São Paulo i Minas Gerais s'alternaven a la presidència de la República.
Tanmateix, a principis de 1929, l'aleshores president de la República Washington Luiz va nomenar com a successor el president de São Paulo, Júlio Prestes. Aquest va rebre el recolzament dels presidents de 17 estats, dels 20 que conformaven la Unió.

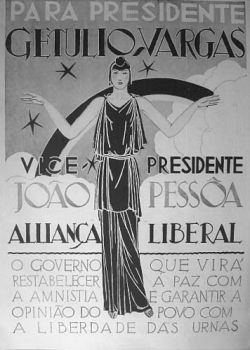
Cartell electoral de l'Aliança Liberal

Minas Gerais, Rio Grande do Sul i Paraíba, en canvi, van negar-li el suport. A proposta del president de Minas Gerais, Antônio Carlos Ribeiro de Andrada, es va formar l'Aliança Liberal que, el 20 de setembre, va presentar com a candidats a les eleccions a Getúlio Vargas a la presidència i João Pessoa com a vicepresident. L'1 de març de 1930 es van celebrar eleccions a la presidència de la República, que van donar la victòria a Prestes, sota acusacions de frau electoral per part de l'Aliança.

## La revolució
João Pessoa va ser assassinat el 26 de juliol. Tot i que la seva mort no va tenir relació directament amb el procés electoral, va encendre els ànims dels partidaris de l'Aliança.
Júlio Prestes no va poder prendre possessió per un cop d'estat el 3 d'octubre de 1930 que va començar amb un atac comandat per Osvaldo Aranha i Flores da Cunha, que va prendre la seu de la 3a Regió Militar, on van tenir lloc les primeres morts de la revolució. Al nord-est del Brasil la revolució va començar la matinada del 4 d'octubre, estenent-se per tot el país. Les tropes van marxar cap a São Paulo, però sense enderrocar el govern. A Minas Gerais, de manera inesperada, hi va haver resistència, ja que el 12è Regiment d'Infanteria de Belo Horizonte no va acceptar el cop d'estat. Finalment, Prestes es va exiliar, i es va deposar el president sortint Washington Luís.

## Conseqüències
El 3 de novembre de 1930 la Junta Militar Provisional va passar el poder a Getúlio Vargas, el líder del moviment revolucionari, posant fi a la República Velha i assenyala l'inici de l'era Vargas amb la derogació de la constitució de 1891 per establir un nou ordre constitucional; la dissolució del Congrés Nacional; la intervenció federal en els governs estatals i l'escenari polític i amb la supressió de l'hegemonia fins aleshores apreciada per les oligarquies agràries de São Paulo i Minas Gerais. El seu autoritarisme i la seva negativa a celebrar unes eleccions va donar lloc a la Revolució Constitucionalista de 1932 i com a resultat es va escollir una Assemblea Constitucional i es va promulgar la constitució el 16 de juliol de 1934, menys de quatre anys després que el cop d'estat hagués enderrocat l'Antiga República. Vargas va acceptar aquesta constitució per tal de legitimar el seu poder.